# Мерендень
Мерендень (рум. Mărăndeni) — село у Фалештському районі Молдови. Утворює окрему комуну.

## Населення
За даними перепису населення 2004 року у селі проживали 2877 осіб.
Національний склад населення села:
| Національність       | Кількість осіб | Відсоток   |
| -------------------- | -------------- | ---------- |
| молдавани румуни     | 2850 2         | 99,1% 0,1% |
| українці             | 15             | 0,5%       |
| росіяни              | 8              | 0,3%       |
| інша / без відповіді | 2              | 0,1%       |
| Всього               | 2877           | 100%       |